# 胡仲持
胡仲持（1900年2月25日—1968年），字学志，笔名宜闲，浙江上虞人，中华民国及中华人民共和国记者、作家。中国共产党党员。

## 生平
胡仲持是浙江上虞丰惠镇人。1919年，进入宁波效实中学学习，受五四运动影响，和同学合编《自助周刊》。1921年，考入上海邮务总局，不久考入《新闻报》馆担任记者，一年之后任《商报》编辑，“五卅”惨案后负责宣传组织群众工作。和兄长胡愈之帮上虞青年在上海编印《上虞声》，寄回上虞发行。他还加入茅盾发起的文学研究会。1928年，进入《申报》，历任夜班编辑、国际版主笔，被誉为“申报四进士”之一。
1937年抗日战争爆发，日军占领上海后，他留在上海租界，先后与他人合办《译报》《译报周刊》《集纳》等，并且翻印毛泽东《论持久战》《论新阶段》《鲁迅全集》等、翻译出版埃德加·斯诺《西行漫记》，后又翻译出版《续西行漫记》。1939年，两次遭到上海租界当局逮捕，获中共地下党营救而保释。1940年，遭日伪当局通缉，逃往香港，先后在国际新闻社、《华商报》工作。后来，历任桂林文艺作家协会总务部长、《广西日报》（昭平版）总编辑、广州《现代》半月刊主编等职务。第二次国共内战期间，再度流亡香港，任新加坡《南侨日报》驻香港特派员。
中华人民共和国成立后，参与接管上海的新闻单位。1952年，加入中国共产党。历任上海《解放日报》编委兼国际组长、北京《人民日报》国际部资料室主任、外文出版社图书编辑部副主任、中联部亚非研究所研究员等职。他还是《世界知识》杂志从创刊到1950年代至1960年代的主要撰稿人之一。
胡仲持会英语、俄语、日语、德语、梵文、世界语等多种语言文字。
1968年，胡仲持逝世。

## 著作
1919年，胡仲持开始发表作品。1952年加入中国作家协会。主要作品有：
- 译著《忧愁夫人》《世界文学史话》《大地》《忆列宁》《月亮下去了》《文艺鉴赏论》《苏联小说集》《愤怒的葡萄》《森林里的悲喜剧》《俄罗斯母亲》（合译）。
- 编辑《世界文学小史》《世界大都市》。[2]
- 另外胡仲持颇为留意介绍世界风俗，著有《世界性的风俗谈》上海光华书局1926年7月出版，《三十二国风土记》上海开明书店1946年12月出版。[5]

## 家庭
- 父：胡庆堦
- 长兄：胡愈之。胡仲持是胡愈之的二弟。[1]
- 三弟：胡伯恳
- 四弟：胡学惠
- 五弟：胡学恕（胡霍）
- 子：胡序介
- 女：胡德华（序昭），原全国妇联党组副书记，新中国少年儿童出版事业奠基人
- 女：胡令升（序高）[6]
- 侄：胡序威，著名经济地理专家，原中国科学院地理研究所研究员
- 侄：胡序建，原江苏省政协副主席
- 外孙：胡锤，为文物摄影家、博物馆信息化专家
- 外孙女：胡舒立，为《财经》杂志前主编，财新传媒创办人